# Liu Jiayu
Liu Jiayu (en chino: 劉佳宇; Hegang, 17 de septiembre de 1992) es una deportista china que compite en snowboard, especialista en la prueba de halfpipe.
Participó en tres Juegos Olímpicos de Invierno, obteniendo una medalla de plata en Pyeongchang 2018, el cuarto lugar en Vancouver 2010 y el noveno lugar en Sochi 2014.
Ganó dos medallas en el Campeonato Mundial de Snowboard, oro en 2009 y bronce en 2011.

## Medallero internacional
| Juegos Olímpicos   | Juegos Olímpicos            | Juegos Olímpicos  | Juegos Olímpicos |
| Año                | Lugar                       | Medalla           | Competición      |
| ------------------ | --------------------------- | ----------------- | ---------------- |
| 2018               | Pyeongchang (Corea del Sur) | Medalla de plata  | Halfpipe         |
| Campeonato Mundial |                             |                   |                  |
| Año                | Lugar                       | Medalla           | Competición      |
| 2009               | Hoengseong (Corea del Sur)  | Medalla de oro    | Halfpipe         |
| 2011               | La Molina (España)          | Medalla de bronce | Halfpipe         |